# Liste der Kulturdenkmäler in Heimersheim (Alzey)
In der Liste der Kulturdenkmäler in Alzey-Heimersheim sind alle Kulturdenkmäler des Stadtteils Heimersheim der rheinland-pfälzischen Kreisstadt Alzey aufgeführt. Grundlage ist die Denkmalliste des Landes Rheinland-Pfalz (Stand: 25. März 2025).

## Denkmalzonen
| Bezeichnung                        | Lage                                                                     | Baujahr                 | Beschreibung | Bild |
| ---------------------------------- | ------------------------------------------------------------------------ | ----------------------- | --- | ---- |
| Denkmalzone Freier Platz           | Freier Platz (alle Nummern), Sonnenbergstraße 27, 29, 33, 48 und 50 Lage | 18. und 19. Jahrhundert | platzbildkennzeichnende überwiegend doppelgeschossige Bebauung des 18. bis 20. Jahrhunderts, teilweise Fachwerk; barocke evangelische Kirche, klassizistisches Rathaus, spätgründerzeitliche ehemalige evangelische Schule, ehemaliges Pumpwerk (Heimatstilbau von 1914) | BW   |
| Denkmalzone Sonnenbergstraße 60–64 | Sonnenbergstraße 60/62/64 Lage                                           | 18. bis 20. Jahrhundert | großer Vierseithof, 18. und 19. Jahrhundert; spätbarockes Wohnhaus mit Krüppelwalmdach, Zierfachwerkgiebel von 1750 (datiert), Portal bezeichnet 1818 (Umbau); Ostflügel aus dem späten 19. Jahrhundert, Hoftorbogen bezeichnet 1934; ortsbildprägend                    | BW   |

## Einzeldenkmäler
| Bezeichnung                                         | Lage                                                              | Baujahr                            | Beschreibung | Bild            |
| --------------------------------------------------- | ----------------------------------------------------------------- | ---------------------------------- | --- | --------------- |
| Kriegerdenkmal                                      | Am Ehrenmal, bei Nr. 1 Lage                                       | 1935                               | Kriegerdenkmal 1914/18, Brunnenanlage mit reliefierter Stele, 1935 | Fotos hochladen |
| Katholische Pfarrkirche St. Mauritius und Gefährten | Am Kirchgarten 5 Lage                                             | 1479                               | spätgotischer Chor bezeichnet 1479, spätgotischer Westturm bezeichnet 1522, spätbarocker Saal mit Walmdach, bezeichnet 1729; an der Kirche: Grabstein S. Nörber (* 1753); zugehörig: - ummauerter Kirchhof, Haupttor bezeichnet 17[xx]; Heiligenhäuschen mit Kreuzigungsgruppe, Holz, 1905; zwei neugotische Heiligenhäuschen, Backstein, um 1900; Sandsteinkruzifix mit Metallkorpus, bezeichnet 1871; - ummauerter Pfarrgarten mit Schalenturm; - südlich der Kirche eingeschossiges ehemaliges Küsterhaus (am Kirchgarten 7), teilweise Fachwerk, vor 1835 | Fotos hochladen |
| Hofanlage                                           | Freier Platz 10 Lage                                              | 18. Jahrhundert                    | platzbildprägende Hofanlage, 18. Jahrhundert; spätbarockes Mansarddachbau mit Krüppelwalmen, teilweise Fachwerk; Mansarddachscheune, bezeichnet 1783, mit Schmiede um 1900 | Fotos hochladen |
| Rathaus                                             | Freier Platz 12 Lage                                              | 1839/40                            | klassizistischer Walmdachbau, 1839/40, Architekt Kreisbaumeister Peter Wetter; platzbildprägend | Fotos hochladen |
| Wegekreuz                                           | Im Woog, bei Nr. 2 Lage                                           | 18. Jahrhundert                    | spätbarockes Wegekreuz, 18. Jahrhundert | BW              |
| Scheune                                             | Im Woog 8 Lage                                                    | zweite Hälfte des 18. Jahrhunderts | langgestreckte barocke Fachwerkscheune, Mansarddach, zweite Hälfte des 18. Jahrhunderts | Fotos hochladen |
| Hofanlage                                           | Klappergasse 2 Lage                                               | 1757                               | Hofanlage; barockes Einfirsthaus, teilweise (Zier-)Fachwerk, bezeichnet 1757, Bruchsteinscheune, Bruchstein-Nebengebäude, teilweise Fachwerk, 19. Jahrhundert, Torhaus bezeichnet 81(!)73, Mannpforte bezeichnet 1931 | BW              |
| Hofanlage                                           | Lochgasse 1 Lage                                                  | 1704                               | Hofanlage; barockes Wohnhaus, teilweise Fachwerk, bezeichnet 1704, Torbogen bezeichnet 1716, Scheunenkeller bezeichnet 1803 | BW              |
| Hofanlage                                           | Sonnenbergstraße 7 Lage                                           | 1857                               | stattlicher Vierseithof, Bruchsteinbauten; spätklassizistisches Wohnhaus mit eingeschossigem, kreuzgratgewölbtem Südflügel von 1857, Nordflügel von 1864, zweiteilige Toranlage; straßenbildprägend | BW              |
| Schulhaus                                           | Sonnenbergstraße 27 Lage                                          | 1898/99                            | ehemaliges evangelisches Schulhaus mit Lehrerwohnungen; zweiteiliger Krüppelwalmdachbau mit Neurenaissancemotiven, 1898/99 | BW              |
| Evangelische Kirche                                 | Sonnenbergstraße 29 Lage                                          | 1726                               | dreiachsiger Saalbau, bezeichnet 1726, Turmaufstockung mit achtseitigem Spitzhelm 1897; aufgrund markanter Lage und Ensemblewirkung mit ehemaliger evangelischer Schule (Nr. 27) von großer städtebaulicher Bedeutung | Fotos hochladen |
| Hofanlage                                           | Sonnenbergstraße 50 Lage                                          | 1862                               | Vierseithof, Bruchsteinbauten; spätklassizistisches Wohnhaus, bezeichnet 1862, Architekt Dieterich, Alzey; Spolie, bezeichnet 1828; platzbildprägend | BW              |
| Hofanlage                                           | Sonnenbergstraße 55, Im Woog 1 Lage                               | zweite Hälfte des 18. Jahrhunderts | im Kern spätbarocke Hofanlage; barockes Wohnhaus, teilweise Fachwerk, Kellerbogen bezeichnet 1778, Hoftoranlage nachträglich bezeichnet 1771; stattliche Ökonomie, bezeichnet 1842, kleiner Vorbau bezeichnet 1772; tonnengewölbter Keller, bezeichnet 1813 | BW              |
| Hofanlage                                           | Sonnenbergstraße 56 Lage                                          | um 1770                            | Hofanlage; stattlicher spätbarocker Mansardwalmdachbau, um 1770, Westflügel mir abgewalmtem Mansarddach, Scheune um 1800, Toranlage | BW              |
| Weinbergsweg                                        | nördlich des Ortes; Fluren Hinter Hausen und Auf den Kellern Lage | 18. und 19. Jahrhundert            | Wirtschaftsweg mit Weinbergs- und Gartenmauern mit Pforten und Erdkeller, 18. und 19. Jahrhundert | BW              |
| Grabmäler                                           | nordöstlich des Ortes an der K 12 auf dem Friedhof Lage           | ab 1880                            | Grabmäler: Jakob Knell († 1887), Sandsteinstele; Katharina Knell geb. Hundorf († 1880), Sandsteinstele; Familie Keller, dreiteilige Schauwand mit zentraler reliefierter Stele, um 1935; Georg Karl Tropf († 1908), obeliskenähnliche Stele, bezeichnet A. Treulieb | BW              |
| Wasserbehälter                                      | nordwestlich des Ortes; Flur Im Schoß Lage                        | 1914                               | bogenförmiger Bossenquader-Typenbau, bezeichnet 1914 | BW              |

## Ehemalige Kulturdenkmäler
| Bezeichnung | Lage           | Baujahr                              | Beschreibung | Bild |
| ----------- | -------------- | ------------------------------------ | --- | ---- |
| Hofanlage   | Im Woog 2 Lage | drittes Viertel des 19. Jahrhunderts | Hofanlage aus Bruchsteinbauten, drittes Viertel des 19. Jahrhunderts; Umfassungsmauer; Gesamtanlage; aus Denkmalliste gelöscht | BW   |